# Tenebre (bande originale)
 (août 2025).
Si vous disposez d'ouvrages ou d'articles de référence ou si vous connaissez des sites web de qualité traitant du thème abordé ici, merci de compléter l'article en donnant les références utiles à sa vérifiabilité et en les liant à la section « Notes et références ».
Tenebre est l'album de la bande originale du film homonyme de Dario Argento, d'abord sorti en 1982, puis réédité en 2004, enrichi de titres additionnels. Les morceaux sont composés et interprétés par les trois membres du groupe italien Goblin, qui venait de se séparer. Ses membres se sont donc réunis pour l'occasion, à la demande du réalisateur du film, Dario Argento. Dans la mesure où le groupe était officiellement dissous au moment de l'enregistrement, les morceaux de la bande originale du film sont crédités nommément à ses membres, soit « Simonetti-Pignatelli-Morante », tant dans le film que sur l'album.
La première chanson de l'album, « Tenebre », sert de base aux morceaux « Phantom » et « Phantom Pt. II » du duo électronique français Justice, sortis en 2007 sur leur premier album †.

## Liste des chansons
| No  | Titre                                        | Durée |
| --- | -------------------------------------------- | ----- |
| 1.  | Tenebre                                      |       |
| 2.  | Gemini                                       |       |
| 3.  | Slow Circus                                  |       |
| 4.  | Lesbo                                        |       |
| 5.  | Flashing                                     |       |
| 6.  | Tenebre (Reprise)                            |       |
| 7.  | Waiting Death                                |       |
| 8.  | Jane Mirror Theme                            |       |
| 9.  | Flashing (Film Version)                      |       |
| 10. | Gemini (Film Version Suite)                  |       |
| 11. | Flashing (Intro Film Version)                |       |
| 12. | Gemini (Alternate Film Version Suite)        |       |
| 13. | Jane Mirror Theme (Film Version)             |       |
| 14. | Tenebre (Alternate Film Version)             |       |
| 15. | Slow Circus (Film Version Suite)             |       |
| 16. | Lesbo (Film Version)                         |       |
| 17. | Tenebre Maniac (Special Effects Bonus Track) |       |
| 18. | Tenebre (Remix)                              |       |
| 19. | Flashing (Remix)                             |       |